# Bend Municipal Airport

i7
i11
i13
Bend Municipal Airport (ICAO: KBDN, FAA LID: BDN) ist ein in Besitz der Stadt befindlicher öffentlicher Flugplatz 9 km nordöstlich der Innenstadt von Bend im Deschutes County im US-Bundesstaat Oregon. Der Flugplatz wird derzeit (2009–2013) als general aviation facility von der US-Regierung gefördert. Auf dem Gelände befanden sich die Flugzeugwerke von Epic Aircraft und Cessna, wobei es sich bei Letzteren um das ehemalige Werk der Columbia Aircraft Corporation handelt.
Als Verkehrsflughafen mit Anschluss an die Netzwerke größerer Fluglinien in der Region dient allerdings Roberts Field in Redmond (Oregon), der sich 18 km nördlich von KBDN befindet.
Besonders am Bend Municipal Airport ist sein FAA location Identifier BDN, der in den USA meistens mit dem IATA-Code übereinstimmt, allerdings wurde BDN stattdessen dem Talhar Airport in Badin in Pakistan zugeordnet.